# Euxoullia
Euxoullia là một chi bướm đêm thuộc họ Noctuidae.